# Плотицьке джерело
Плоти́цьке джерело́ — гідрологічна пам'ятка природи місцевого значення в Україні. Розташоване на південній околиці села Плотича Козівської селищної громади Тернопільського району Тернопільської області, в межах лівобічної заплави річки Серет.
Оголошене об'єктом природно-заповідного фонду рішенням виконкому Тернопільської обласної ради № 131 від 14 березня 1977.
Перебуває у віданні Плотицької сільради. Площа — 0,05 га. Під охороною — джерело питної води, що має важливе водорегулятивне, оздоровче та естетичне значення.